# Akademischer SC 1893 Berlin
Der Akademische Sport-Club 1893 Berlin war ein studentischer Sportverein aus Berlin und einer der 86 Gründungsvereine des Deutschen Fußball-Bundes.

## Geschichte

### Fußball
Die Fußballer des von Studenten der Friedrich-Wilhelms-Universität gegründeten Clubs waren zunächst im Verband Deutscher Ballspielvereine (VDB) organisiert und trugen ihre Spiele im Innenraum der Radrennbahn Friedenau aus. Im Jahre 1897 spaltete sich ein Teil des Vereins ab und gründete den Akademischen BC 1897 Charlottenburg.
Auf der Gründungsversammlung des Deutschen Fußball-Bundes am 28. Januar 1900 in Leipzig wurde der Club durch den damaligen VDB-Vorsitzenden Fritz Boxhammer vertreten.
Nach 1902 war der Club nur noch im Universitätssport aktiv. Er nahm 1911 an der Deutschen Akademiker-Meisterschaft teil und unterlag dabei in der Zwischenrunde Tennis Borussia Berlin mit 1:11. Die weitere Geschichte des Clubs ist nicht überliefert.
Der bekannteste Spieler des ASC war der Straßburger Ivo Schricker, der während seines Jurastudiums in Berlin für den Club spielte und von 1932 bis 1950 Generalsekretär der FIFA war.

### Eishockey
Der Akademische Sport-Club gehörte auch zu den Pionieren des Eishockeys in Berlin. Beim ersten in Deutschland ausgetragenen Eishockeyspiel am 4. Februar 1897 auf dem Halensee stand der ASC einem gemischten Berliner Team gegenüber. Das Spiel, welches noch stark dem Bandy ähnelte, gewannen die Akademiker mit 11:4. Der ASC spielte in folgender Aufstellung: Kimens, Raspe, Aue, Molesworth, Mather und Faber, für das gemischte Team traten u. a. an: Doerry, Gerby, Dr. Finke, H. F. Simon und Tolkas.